# Hendrik Pickery

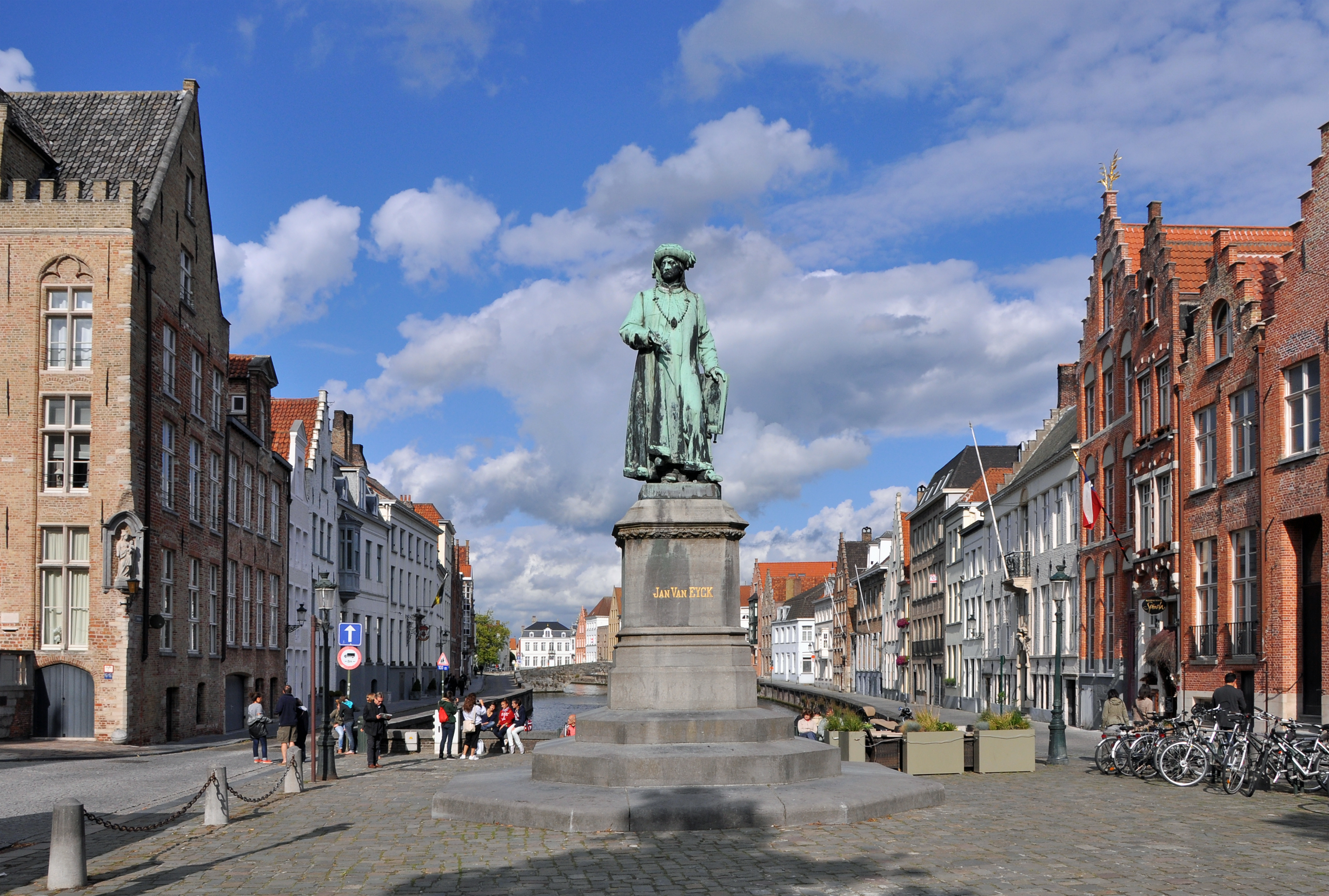
Statue de Jan van Eyck à Bruges.

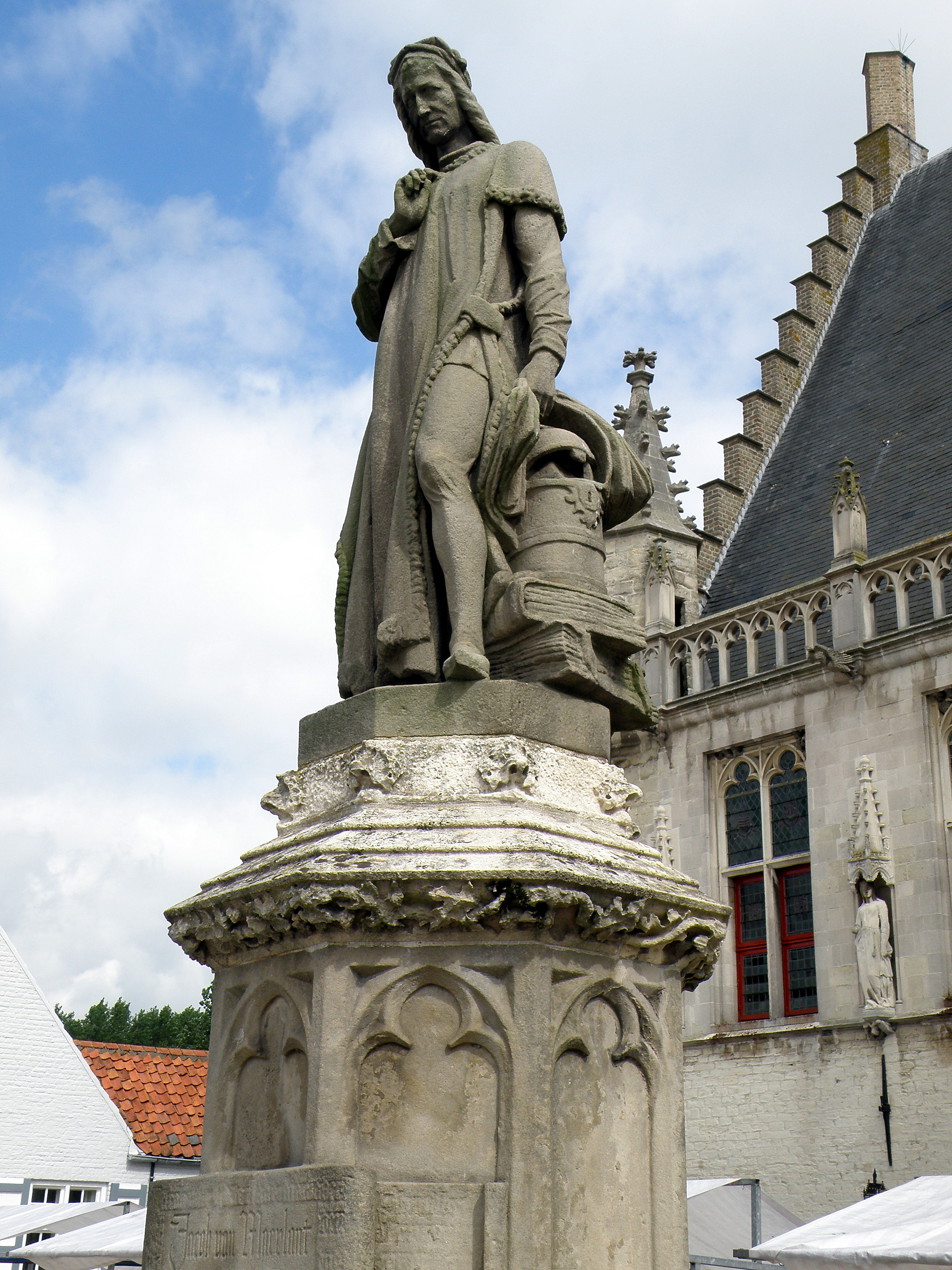
Statue de Jacques van Maerlant devant l'hôtel de ville de Damme.

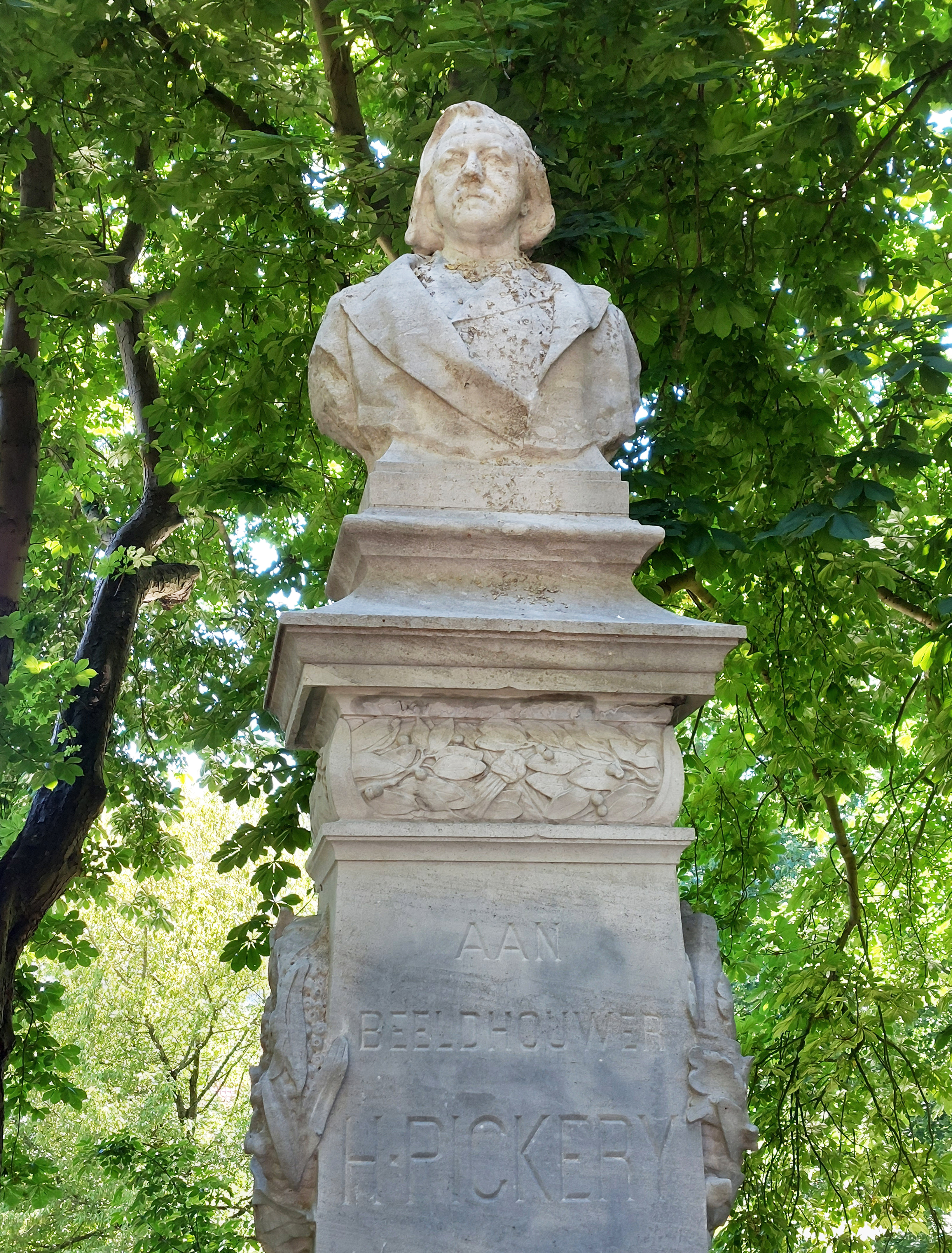
Mémorial à Hendrik Pickery sur le Begijnenvest à Bruges. Le buste a été sculpté par son fils.

Hendrik Pickery (officiellement Henricus Eugenius, aussi francisé en Henri Pickery), né à Bruges le 17 septembre 1828 et mort à Bruges le 27 juillet 1894, est un sculpteur belge et professeur à l'Académie libre des beaux-arts de Bruges.

## Biographie
Il est le fils du boulanger Albert Pickery et de Barbara Dubois. La boulangerie, d'abord située sur la Langerei, plus tard sur l'Eiermarkt, était particulièrement réputée pour la cuisson des Nœuds de Bruges (en néerlandais : Brugse achten).
Hendrik Pickery quitte la boulangerie pour étudier à l'académie des beaux-arts, et plus tard même pour y enseigner. Avant de devenir sculpteur, il est aussi peintre. Lorsque la place Simon Stevin (Simon Stevinplein) est inauguré en 1846, la statue en l'honneur du savant n'est pas encore terminée. C'est pourquoi le sculpteur Eugène Simonis (1810-1882) demande à son élève Hendrik Pickery d'en faire à la hâte une copie en plâtre. Il s'agit de sa première affectation, immédiatement suivie d'une reconnaissance. La statue de Jacques van Maerlant à Damme, inaugurée en 1860, est également de lui, suivie de la statue de Hans Memling (1871) et de celle de Jan van Eyck (1878).
D'autres travaux à Bruges comprennent :
- dix statues de bronze au-dessus de la façade de l'Ancien greffe civil de la ville de Bruges,
- calvaire, derrière l'église Sainte-Anne (nl),
- deux lions sur l'escalier d'entrée du Palais provincial ainsi que les statues des rois à l'intérieur du bâtiment,
- buste en marbre de la baronne Augusta Liedts, au Gruuthusemuseum.

D'autres sculptures notables incluent :
- portraits en buste de son père et de sa mère,
- portrait en buste de Peter Benoît,
- portrait en buste de Wenzel Coebergher,
- portrait en buste de Frans Pourbus le Jeune,
- Satyre et enfant (1862),
- Prométhée (1862),
- L'esclave empoisonné (1869),
- Le naufrage (1880),
- La chaise brisée (1892).

Pickery a également réalisé de nombreux monuments funéraires, dont :
- le monument funéraire de la famille Pickery au cimetière central de Bruges (nl),
- le monument funéraire du poète Pieter Jan Renier (nl) à Deerlijk ,
- le monument funéraire de Jacques van Maerlant à Damme ,
- le monument funéraire de Marie Pleyel à Laeken.

Œuvre en France
- Fonts baptismaux (1864) et autre mobilier en l'église de Châtenay (Isère)
- Stalles du chœur (1865) de l'église Saint-Jean-Baptiste de Bourgoin-Jallieu (Isère)

Les conceptions qui n'ont pas été mises en œuvre sont :
- monument à Breydel et de Coninck n° 1 (deuxième prix),
- monument à Breydel et de Coninck n° 2 (troisième prix),
- monument à Hugo de Groot à La Haye (deuxième prix),
- monument à Henri Leys à Anvers.

Il est marié à Mathilde Vanneste (Bruges, 7 novembre 1839 - Bruges, 22 février 1898), fille de boulanger, avec qui il a six enfants, dont Gustaaf Pickery (nl) (1862-1921), qui deviendra également sculpteur.